# 구글 렌즈
구글 렌즈(Google Lens)는 구글 I/O 2017 기간 중 구글이 발표한 기능의 하나이며 시각 분석을 사용하여 관련 정보를 가져오도록 설계되어 있다.

## 기능
전화의 카메라를 물체에 갖다대면 구글 렌즈는 물체의 식별을 시도하고 관련 검색 결과와 정보를 표시한다. 이를테면 장치의 카메라를 네트워크 이름과 비밀번호가 포함된 와이파이 레이블에 갖다대면 주사된 와이파이 정보원에 자동으로 연결한다. 렌즈는 또한 구글 포토와 구글 어시스턴트 앱과도 연동된다. 이 장치는 구글 고글스(동작은 비슷하지만 기능은 더 적음)와 비슷하다. 렌즈는 더 진보화된 딥 러닝 루틴을 사용하며 이는 빅스비(신형 삼성 스마트폰과 연동), 이미지 분석 툴셋(구글 플레이를 통해 이용 가능) 등의 다른 앱들과 비슷하다. 인공 신경망을 사용하여 물체, 랜드마크를 감지하고 식별하며 광학 문자 인식(OCR) 정확도를 개선한다.

### 써클 투 서치 (Circle to Search)
써클 투 서치(영어: Circle to Search)는 구글과 삼성전자가 2024년 1월 17일에 공동 발표한 검색 기능으로, 사용자가 스마트폰 화면 위의 이미지를 원이나 선으로 그리면 웹 검색을 실행할 수 있게 해준다. 이 기능은 구글 렌즈와 통합되어, 앱 전환 없이도 콘텐츠를 기반으로 한 실시간 검색이 가능하다는 점이 특징이다.
처음에는 삼성 갤럭시 S24와 픽셀 8 시리즈에서만 제공되었으나,이후 픽셀 9, 삼성 갤럭시 S25 시리즈, 삼성 갤럭시 Z 폴드 6와 갤럭시 Z 플립 6 등 더 많은 기기로 확대되었다.
2025년 1월 기준으로는 전화번호나 URL과 같은 요소를 한 번의 탭으로 인식할 수 있는 개선된 인터페이스도 순차적으로 도입되고 있다.

### 이용 가능
구글은 10월 4일 구글 픽셀 2에 미리 설치된 앱 프리뷰로 공식 시작하였다. 2017년 11월, 이 기능은 픽셀과 픽셀 2 전화의 구글 어시스턴트로 공개되기 시작했다. 렌즈의 프리뷰는 픽셀 전화의 구글 포토 앱 안에 구현된 상태이다. 2018년 3월 5일, 구글은 구글 렌즈를 픽셀이 아닌 전화의 구글 포토에 공식 출시하였다. iOS 버전의 구글 포토의 렌즈 지원은 2018년 3월 15일 이루어졌다. 2018년 5월을 기점으로 구글 렌즈는 원플러스 장치의 구글 어시스턴트에서 이용이 가능하게 되었으며, 이 외에도 다양한 안드로이드 전화의 카메라 앱과도 연동된다.